# Troels
Troels er et drengenavn af nordisk oprindelse. Det betyder Thors pil (eller Thors stråle). Det svarer til norsk og svensk Truls.

## Kendte bærere af navnet
- Troels Abrahamsen (1983- ), dansk sanger
- Troels Andersen (1940-2021), dansk kunsthistoriker
- Troels Arnkiel (1638–1712), dansk præst og oldtidsforsker
- Troels Bech (1966- ), dansk fodboldspiller
- Troels Fink (1912–1999), dansk historiker og diplomat
- Troels Ørting Jørgensen (1957- ), dansk politichef og sikkerhedschef[1]
- Troels Kløvedal (1943-2018), dansk forfatter og sejlskipper
- Troels Krohn (1910-1988), dansk orgelbygger[2]
- Troels Lund Poulsen (1976- ), dansk politiker
- Troels Lyby (1966- ), dansk skuespiller
- Troels Munk (1918-2005), dansk ambassadør[3]
- Troels Munk (1925-2016), dansk skuespiller
- Troels II Munk (1944–2023), dansk skuespiller
- Troels Rasmussen (1961- ), dansk fodboldspiller
- Troels Svane Hermansen (1967- ), dansk cellist
- Troels Malling Thaarup (1972- ), dansk skuespiller
- Troels Trier (1879-1962), dansk kunstmaler
- Troels Trier (1940- ), dansk sanger, musiker og kunstner
- Troels Troels-Lund (1840-1921), dansk kulturhistoriker
- Troels Vinther (1987- ), dansk landevejscykelrytter
- Troels Wörsel (1950–2018), dansk maler og grafiker
- Troels V. Østergaard (1939-2018), dansk økolog, geolog og fagbogsforfatter